# Leopoldo López
Leopoldo Eduardo López Mendoza (Caracas, 29 de abril de 1971) es un político, economista y líder opositor al gobierno venezolano. Fue alcalde de Chacao desde el año 2000 hasta el 2008, luego de haber sido elegido para el cargo por dos períodos consecutivos. Es el coordinador nacional del partido Voluntad Popular y de redes populares.
Durante sus años en la alcaldía, recibió varios reconocimientos debido a su administración. López fue inhabilitado por la Contraloría en ese período acusado de corrupción.[cita requerida] López atrajo la atención del en ese entonces presidente Hugo Chávez en 2000 y durante los eventos relacionados con el intento de golpe de Estado en Venezuela en 2002, indicando que organizó las protestas públicas en contra de Chávez y jugó un rol central en el arresto del ministro del Interior de Chávez, Ramón Rodríguez Chacín.
En 2006, López fue el líder de la oposición a Chávez y trabajó como activista social para lograr reformas en el sistema judicial. En 2008, tenía planeado postularse como alcalde de Caracas, pero debido a las denuncias de supuestas irregularidades encontradas en su gestión, la Contraloría General de la República dictó una medida de sanción en su contra inhabilitándolo a optar a cualquier cargo público hasta 2014. Su caso por inhabilitación fue revisado por la Corte Interamericana de Derechos Humanos, la cual emitió un fallo, por unanimidad, a su favor. No obstante, el gobierno venezolano declaró que no acataría el fallo de la Corte, debido a que, según ellos, estaba lleno de «contradicciones y hechos inexactos», aspectos ratificados por la Sala Constitucional del Tribunal Supremo de Justicia, que declaró inejecutable el fallo y ratificó la inhabilitación de la Contraloría General.
En 2014 se emitió una orden de arresto contra Leopoldo López por su participación en La Salida, un llamado de participación en protestas ciudadanas y el inicio de las manifestaciones en Venezuela de 2014. La Fiscalía General de la República de Venezuela emitió una orden de arresto en su contra, acusándolo de «instigación pública, daños a la propiedad en grado de determinador, incendio en grado de determinador y asociación para delinquir». Posteriormente, después de dirigirse a una multitud de sus seguidores el 18 de febrero, López se entregó a la Guardia Nacional Bolivariana.
El 10 de septiembre de 2015 la justicia venezolana lo declaró culpable de incitación pública a la violencia relacionada con las manifestaciones de 2014, las cuales resultaron en la muerte de 43 personas y cientos de heridos y lo condenó a 13 años, 9 meses, 7 días y 12 horas de prisión. Su encarcelamiento fue objeto de controversia, y en octubre de 2014, el Alto Comisionado de la ONU para los Derechos Humanos pidió la liberación de los detenidos en relación con las protestas. La Organización de las Naciones Unidas, la Unión Europea, Amnistía Internacional, Human Rights Watch y diversas organizaciones internacionales de derechos humanos han condenado este arresto por haber sido motivado políticamente. El 23 de octubre de 2015, Franklin Nieves, el exfiscal que acusó a López, aseguró que el proceso judicial que se le hizo a este había sido "una farsa" y que había sido presionado por Nicolás Maduro y varios superiores jerárquicos dentro del Ministerio Público para defender "pruebas falsas" en contra de López. En 2017, durante una sesión de audiencias organizada por la Organización de los Estados Americanos para analizar posibles crímenes de lesa humanidad cometidos en el país, Ralenis Tovar, la jueza que había firmado su orden de aprehensión en 2014, uno de los funcionarios militares le había preguntado «¿Usted como que quiere convertirse en una segunda jueza Lourdes Afiuni?» y que firmó la orden de aprehensión de Leopoldo al sentirse atemorizada. Finalmente en 2018 la fiscal general Luisa Ortega Díaz, titular del Ministerio Público, denunció que había sido presionada por Diosdado Cabello para acusar a López por las muertes de Bassil Da Costa y Juan Montoya.
En la madrugada del 8 de julio de 2017 se dio a conocer la sentencia que da casa por cárcel a Leopoldo López; tal medida le fue retirada el primero de agosto del mismo año y devuelta cuatro días después. Leopoldo permaneció bajo arresto domiciliario hasta el levantamiento contra Nicolás Maduro el 30 de abril de 2019, donde fue liberado. Después de que el levantamiento no tuviera éxito, López se refugió en la embajada de España en Caracas. Leopoldo escapó de Venezuela y viajó a Madrid en octubre de 2020.

## Biografía
Leopoldo López nació en Caracas el 29 de abril de 1971, siendo el segundo de tres hijos de una familia acomodada de la ciudad.
Estudió en el Colegio Santiago de León de Caracas y terminó sus estudios en la Escuela Hun de Princeton. Posteriormente, se graduó en Kenyon College en Gambier, Ohio en el año 1993, donde recibió una licenciatura en Sociología y ciencias económicas. Posteriormente asistió a la Escuela de Gobierno John F. Kennedy, perteneciente a la Universidad de Harvard, donde obtuvo una maestría en Políticas Públicas en el año 1996. En 2007 recibió un doctorado honoris causa en Derecho de Kenyon. Posteriormente ocupa el cargo de Analista, Asistente al Economista Jefe y Asesor Económico en la Coordinación de Planificación de Petróleos de Venezuela (PDVSA), entre los años 1996 y 1999. También se desempeñó como docente en la Universidad Católica Andrés Bello.
La presentadora de HLN Susan Hendricks, una amiga durante la escuela secundaria, lo describió como un hombre con personalidad ganadora en sus años de estudiante. «Era un éxito con las damas, pero él ni siquiera lo sabía», dijo. «Era muy modesto».

### Inicios
Se inicia en la actividad política al postularse como candidato a presidente del alumnado en la Escuela Hun de Princeton, Nueva Jersey. A pesar de haber llegado de Caracas unos meses antes, pudo liderar y ganar esa elección. Un compañero de estudios lo describió como «muy bueno en hacer que la gente del equipo de natación y de la tripulación se mentalice», y agregó: «Estoy seguro de que estas cualidades le ayudarán a sacar a Venezuela del tercer mundo algún día». El artículo observaba que López, después de graduarse de Kenyon, esperaba asistir a la universidad y luego regresar a su país «en la que espera de entrar en la política y mejorar Venezuela».
Posteriormente, ingresa al Kenyon College, en Gambier, Ohio. López señala que durante este tiempo se formó en él un interés por la justicia social y los derechos individuales, lo cual lo llevó a creer en el poder de la protesta como mecanismo para reclamar respeto hacia los mismos. En esta institución, fue uno de los fundadores de Estudiantes Activistas Ayudando a la Tierra a Sobrevivir, ASHES por sus siglas en inglés.
Luego de completar una maestría en la Universidad de Harvard regresa a Venezuela, donde se integra en la asociación civil Primero Justicia, que luego se convertiría en el partido político homónimo. Como candidato de este partido, compite en las elecciones para la alcaldía de Chacao del año 2000, resultando elegido con el 51% de los votos.

### Militancia
Fue fundador de Primero Justicia y miembro de su Junta Directiva. En diciembre de 2006, López se unió con otros dirigentes de Primero Justicia. Agrupados bajo la denominación de Primero Justicia Popular, expresaron su desacuerdo con la manera como se realizaban las elecciones internas del partido. Este grupo se separó del partido a inicios de febrero.

En ese mes pasa a formar parte del partido Un Nuevo Tiempo (UNT), como Vicepresidente de Participación Ciudadana y Redes Populares. En septiembre de 2009 se da a conocer su salida forzosa del partido, la cual López describió como una expulsión porque los partidos tradicionales «no permiten el surgimiento de nuevos liderazgos». Por otro lado UNT afirmó que López en ningún momento fue expulsado, sino que abandonó su cargo, por lo cual fue sustituido.
El 5 de diciembre de 2009, en el fórum de Valencia en el estado Carabobo, López presentó el movimiento Voluntad Popular junto a varios dirigentes nacionales, y declaró que el programa desarrollaría redes para deportes, y que «nace con una convicción de que todos los venezolanos somos iguales en derecho.(…) Que no sea el color el que decida quién tiene acceso a un servicio público, a la salud, a la educación».
La agencia Associated Press llamó a López «el hombre que está desafiando el control del poder del presidente Hugo Chávez».

### Alcaldía de Chacao (2000-2008)
Leopoldo López fue alcalde del municipio Chacao de Caracas, desde el año 2000 hasta el 2008, luego de haber sido electo en el cargo por dos períodos consecutivos 2000-2004 con el 51% de los votos y 2004-2008 con el 81%. Inauguró el TransChacao, un sistema interno de transporte urbano para los habitantes de Chacao, con 26 autobuses. Según las estadísticas, desde que se implementó este sistema, se han movilizado en transporte público más de seis millones de usuarios. En tres años se logró reorganizar y unificar el transporte público del municipio, a través de dicho sistema.
Además, inició la construcción de un auditorio con capacidad para 300 personas en la escuela municipal Juan de Dios Guanche, la cual inauguró el 28 de septiembre de 2002, y que según el diario El Universal, «es considerada como la más moderna escuela pública construida en el país durante los últimos 20 años». Como alcalde inauguró el Centro Deportivo Eugenio Mendoza, con instalaciones para la práctica de diversos deportes.
En su gestión se iniciaron obras como la plaza de los Palos Grandes, las aceras de la Avenida Francisco de Miranda, un gimnasio vertical que beneficia a más de 17.000 personas, la nueva sede del Mercado Libre de Chacao con 11.500 metros cuadrados de construcciones que fueron terminadas durante la gestión de Emilio Graterón. También inició el proyecto del centro cívico de Chacao. Esta obra es la segunda fase del Mercado de Chacao, y contemplaba la edificación de la Casa de la Cultura, el Gimnasio Vertical, la nueva sede de la Unidad Educativa Andrés Bello, para más de dos mil quinientos niños, 830 puestos de estacionamiento subterráneo, y la Plaza Pública «San José de Chacao», de 3.700 metros cuadrados. Este proyecto, fue aprobado durante la gestión de Emilio Graterón por votación de los ciudadanos de Chacao; 20.604 votos a favor, 149 en contra y 50 votos nulos. Esa decisión popular fue rechazada por William Tórrez, representante del Partido Socialista Unido de Venezuela en Chacao pues, en su opinión, al no estar enmarcada la asamblea de vecinos en la Ley de Consejos Comunales, la decisión era ilegal e inconstitucional. El proyecto fue paralizado por el gobierno central, a solicitud del Ministerio Público y apoyado por el Ministerio de Obras Públicas. La mudanza del mercado también causó polémica entre los comerciantes del mismo, algunos de ellos afirmaron que la nueva sede reduciría sus espacios de venta, mientras que otros se mostraron satisfechos con las condiciones del nuevo edificio.

### Persecución

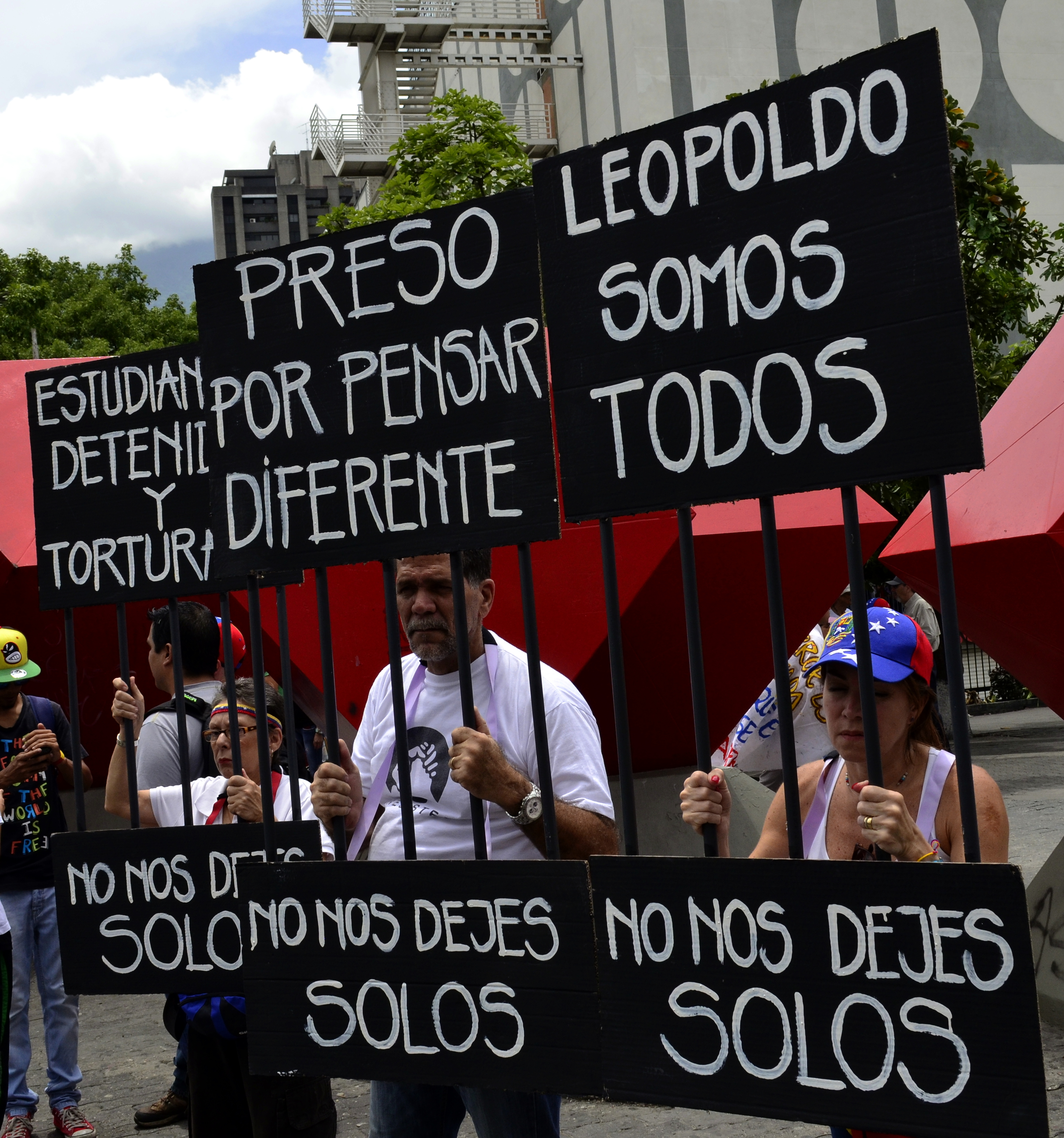
Manifestación por los presos políticos 8 de junio de 2014

El Departamento de Estado de los Estados Unidos mencionó las acciones tomadas en contra de López por parte del gobierno venezolano en su Reporte de Países según Prácticas de Derechos Humanos. En noviembre de 2005 López fue suspendido de cualquier actividad política futura una vez concluido su periodo como alcalde en 2008 debido a alegaciones por malversación de fondos por la Contraloría General venezolana por el caso de los fondos donados en 1998 de PDVSA a la Fundación Primero Justicia mediante Antonieta Mendoza de López, su madre. Los cargos fueron «parte de una estrategia del gobierno de Chávez para eliminar a la oposición política». López dijo que su verdadero delito era que él representaba una amenaza electoral a la antiestadounidense Revolución Bolivariana.
Los críticos de Chávez dicen que todos los disidentes políticos están siendo perseguidos, pero «López parece ser el objeto de una campaña totalmente intensa». Su tía también fue víctima de la violencia en Venezuela, con un impacto de bala durante una manifestación pacífica.
Como líder de la oposición, López dijo que ha experimentado varios ataques violentos: en febrero de 2006 le habían disparado y había sido tomado como rehén en la Universidad de Carabobo por 20 hombres con armas largas de combate. El suceso fue confirmado por la rectora de la universidad, María Luisa de Maldonado en ese entonces. En esa misma ocasión su guardaespaldas fue asesinado, y Los Angeles Times añadió que «el asesinato de su guardaespaldas tuvo como objetivo enviar un mensaje». En junio de 2008, luego de que López regresara de una visita a Washington D. C., fue detenido y asaltado por el servicio de inteligencia del estado. Fue agredido de nuevo por el servicio de inteligencia estatal en el aeropuerto de Maiquetía, la DISIP. López acudió al Ministerio Público de Venezuela para denunciar la agresión y llevó la documentación para sustentar la denuncia. Por su parte, la fiscal general Luisa Ortega Díaz abrió una investigación en contra de López, acusándolo de agredir a un funcionario de la Guardia Nacional en el aeropuerto.

### Inhabilitación en 2007

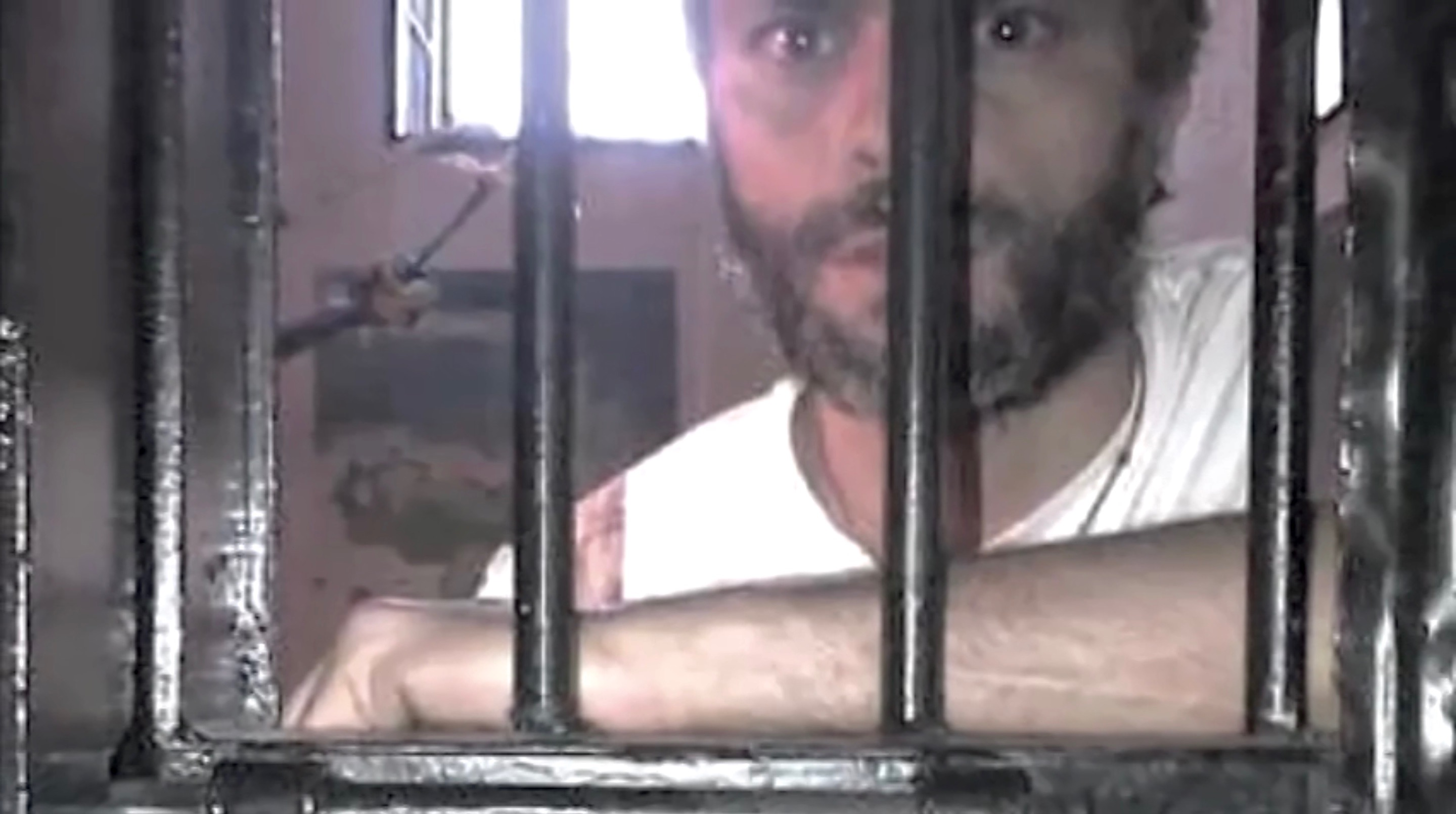
Leopoldo López en la Cárcel de Ramo Verde.

Leopoldo López participó en las movilizaciones de calle de la oposición venezolana que tuvieron lugar antes del golpe de Estado de abril de 2002 y participó como autoridad en el arresto del ministro de Interior y Justicia, Ramón Rodríguez Chacín. La causa que se seguía a López por este último hecho fue sobreseída el 31 de diciembre del 2007 debido a la amnistía otorgada por el presidente Hugo Chávez.
De acuerdo con la Contraloría General de la República, cuando López se desempeñaba como Analista de Entorno Nacional en la Oficina del Economista Jefe de Petróleos de Venezuela, la ONG Primero Justicia obtuvo una donación a través de su madre, Antonieta Mendoza de López, que entonces ocupaba el cargo de Gerente de Asuntos Públicos de la División de Servicios de PDVSA Petróleo y Gas S.A.[cita requerida] Según la Contraloría, esta donación contravino las Normas Sobre Conflicto de Interés. Por este motivo, López fue inhabilitado para ejercer cargos públicos por un período de tres años que comenzó a cumplir a partir de noviembre del 2008.
La Comisión Interamericana de Derechos Humanos introdujo una demanda ante la Corte Interamericana, alegando que Venezuela violó los derechos de López al afirmar que ninguno de los castigados ha sido acusado, enjuiciado y encontrado culpable mediante el debido proceso de la ley y al inhabilitarlo por razones administrativas cuando se presentaba como candidato a la alcaldía de Caracas, mencionando falta de garantías y protección judiciales. En julio, la Comisión accedió a escuchar su caso y señaló que los dos años transcurridos desde López habían presentado una moción solicitando al Tribunal que anule la prohibición constituye una «demora indebida». La Sala Constitucional del Tribunal Supremo de Justicia de Venezuela sentenció que las inhabilitaciones eran constitucionales. Esta decisión contó con el voto a favor de cuatro magistrados de la Corte y el voto salvado de uno. El tribunal confirmó su decisión y afirmó que la restricción era legal. Curiosamente, este fallo impidió López se ejecute en contra de Chávez para la elección siguiente, cuando las encuestas indican López ganaría.
López sostiene que estas sanciones son inconstitucionales; en una entrevista reportada por Globovisión afirmó que «si hubiese delito, la Fiscalía debería haber investigado y pasarlo a un tribunal para que emitiera sentencia. Si no hay condena, no hay inhabilitación, y en eso hemos sido muy claros». Para López «la donación de PDVSA a un programa educativo auspiciado por Primero Justicia para los “niños más pobres del oriente del país”, fue una donación aprobada por la junta directiva de la estatal petrolera y por el Banco Mundial y, además, el proyecto fue desarrollado y auditado por la Contraloría y se abrió nuevamente de “forma extraña”». Sobre el delito de desvío de fondos, López declaró que «ahí no hay ningún delito, no hay daño patrimonial, y eso lo dice hasta el informe de la Contraloría».

### Inhabilitación en 2008
En abril de 2008, López anunció su candidatura a la Alcaldía Mayor de Caracas en una elección que debía llevarse a cabo en noviembre de 2008. Era considerado el favorito para ganar las elecciones, pero en una decisión anunciada por el interventor general de la nación y luego ratificada por una decisión de una corte, López y cientos de otros venezolanos fueron inhabilitados para postularse en las elecciones de 2008, supuestamente por corrupción. Las elecciones de noviembre de 2008 fueron cruciales para el gobierno de Chávez; luego de la derrota de Chávez en las urnas en 2007, dijo López, el gobierno inhabilitó a los candidatos de la oposición que sabía podían ganar. Como el político mejor conocido, López luchó en contra de la sanción, argumentando que el derecho a ser elegido a un cargo público solo podía ser suspendido en caso de un juicio civil o criminal.
«Una corte ha determinado que no puedo ocupar a un cargo público hasta 2014» dijo, «asegurándose así de que no pueda postularme en estas elecciones, las de la asamblea nacional en 2010 o a la presidencia en 2012». Aseguró, «La fachada de la democracia se está desmoronando». La inhabilitación, dijo, fue impuesta «contra millones de venezolanos, personas que querían y quieren un cambio, y que no que se rendirán para conseguirlo... Esta decisión quiere evitar que los venezolanos tengan esperanzas en el cambio».
En junio de 2008, López llevó su caso ante la Comisión Interamericana de Derechos Humanos (CIDH) en Washington D. C., y se reunió con el en ese entonces candidato presidencial Barack Obama. «Estamos siendo obstruidos», dijo en Washington, «porque podemos ganar. Tenemos los votos y el gobierno lo sabe. Si permite que participemos en la contienda el mito de que Chávez es el único representante de las masas pobres de Venezuela será destruido. Es por eso que están tratando de sacarme a la fuerza». En julio, la Comisión aceptó escuchar su caso y relató que los dos años que habían transcurrido desde que López había ingresado una moción solicitando a la corte que anule la inhabilitación constituía un «retraso excesivo».
Una encuesta realizada en abril de 2008 descubrió que el 52% de los adultos en Venezuela se oponían a la inhabilitación y el 51% creía que tenía motivaciones políticas. El Departamento de Estado de EUA dijo que la ley habilitante era «preocupante»; Chávez respondió diciendo que estas preocupaciones eran «exageradas». Como el político más conocido prohibido, López cuestionó la sanción, con el argumento de que el derecho a ocupar cargos de elección popular sólo puede ser revocada a raíz de un juicio civil o criminal. Afirmó que el gobierno prohibió candidatos de la oposición antes de las elecciones regionales de noviembre de 2008, ya que sabía que podían ganar.
Aunque López y otros oponentes que habían sido acusados de corrupción nunca fueron enjuiciados o condenados, la Cámara Constitucional del Tribunal Supremo - dominado por jueces designados por Chávez- determinó en agosto de 2008 que la sanción en contra de López y otros era constitucional. Según el Wall Street Journal, seis de los siete jueces de la corte suprema «simpatizan con el presidente». BBC News se refirió a la lista de personas inhabilitadas para las elecciones como una «lista negra», indicando que «ahora hay muy poco que el Sr. López y otros puedan hacer que les permita participar en las elecciones de noviembre». The Economist observó que López es aparentemente «el objetivo principal» de la «decisión del auditor general de inhabilitar a cientos de candidatos para las elecciones estatales y municipales por supuestos cargos de corrupción, pese a que ninguno de ellos ha sido sentenciado por las cortes». El Wall Street Journal observó que la prohibición «ha sido comparada con las acciones del gobierno de Irán tomadas para prevenir que los políticos de la oposición participen en las elecciones en ese país» y se refirió específicamente a López como «un político popular que las encuestas muestran que tenía una buena posibilidad de convertirse en el alcalde de Caracas, uno de los cargos más importantes del país».
Al día siguiente, López y otros protestaron la decisión con una marcha, hasta que fueron bloqueados en frente de un edificio del gobierno. López lideró a los manifestantes en una marcha no autorizada a través de Caracas; la policía anti-motines lanzó gas lacrimógeno a un grupo de unos 1000 manifestantes.
López presentó una queja a la Comisión de Derechos Humanos del parlamento internacional del Mercosur, en el cual están representados Argentina, Brasil, Paraguay y Uruguay, y en el que Venezuela cuenta con estatus de observador. Dos miembros de la comisión viajaron a Caracas a investigar, pero no pudieron llegar a ninguna conclusión porque los funcionarios venezolanos se negaron a reunirse a con ellos. José Miguel Vivanco de Human Rights Watch «describió a la discriminación política como una característica importante de la presidencia del Sr. Chávez», mencionando específicamente a López y la «medida que inhabilita a los candidatos de postularse a un cargo público debido a acusaciones legales en contra de ellos».
La Associated Press reportó que el uso de estos cargos para descalificar a López «es una táctica que los críticos dicen Chávez utiliza para dejar en suspenso indefinido las ambiciones políticas de sus oponentes». La Organización de Estados Americanos citó el caso en contra de López como uno de los «factores que contribuyen al debilitamiento del estado de derecho y la democracia en Venezuela». López desafió estas acusaciones diciendo que ninguno de los que fueron castigados han sido acusados y procesados formalmente a través de un debido proceso de ley, algo que está en violación directa de los tratados firmados y ratificados por el gobierno venezolano y la Constitución de Venezuela.
El gobierno venezolano continúa argumentando que las sanciones fueron legales.

#### Sentencia de la Corte IDH
En el caso López Mendoza v. Venezuela, relacionado con la inhabilitación política de la que fue objeto en Venezuela, la Corte Interamericana de Derechos Humanos (Corte IDH) sentenció el 1 de septiembre del 2011 a favor de Leopoldo López, declarando, por unanimidad, que el Estado venezolano es «responsable por la violación del derecho a ser elegido», disponiendo que «los órganos competentes», y en particular el Consejo Nacional Electoral «debe asegurar que las sanciones de inhabilitación no constituyan impedimento para la postulación» a cargos públicos que pudiera presentar Leopoldo López.
El Tribunal Supremo de Justicia venezolano (TSJ) declaró el fallo de la Corte Interamericana de Derechos Humanos como «inejecutable».[cita requerida] La decisión del TSJ produjo a su vez una declaración del Centro Carter, el cual afirmó que, en el hemisferio, solamente las cortes militares de Alberto Fujimori han desacatado fallos de la Corte Interamericana de Derechos Humanos con anterioridad.

#### Precandidato presidencial

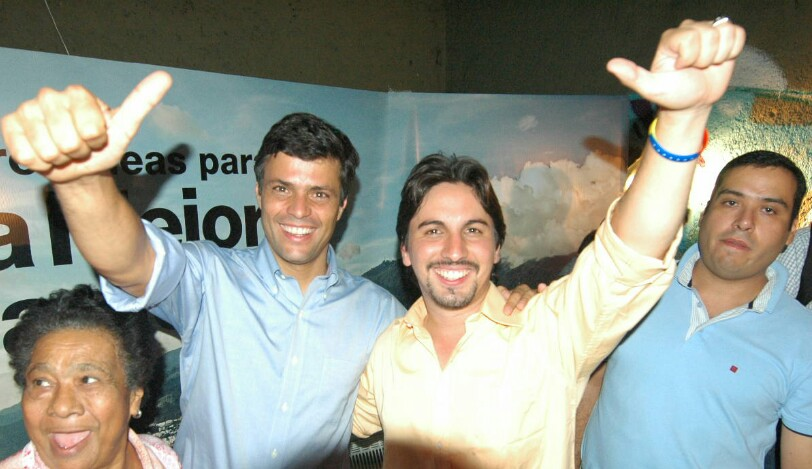
Leopoldo López y Freddy Guevara luego de un acto público.

A finales del año 2011, el CNE anunció las fechas en que se realizarían las elecciones presidenciales previstas para el año siguiente, López había anunciado que participaría en los comicios. En diciembre de 2011, López anunció su precandidatura para las elecciones presidenciales, después de que el TSJ anulara su inhabilitación política, no obstante el 24 de enero de 2012 declinó su candidatura a la de Henrique Capriles y afirmó: "Hoy Henrique se convierte en el líder que nos llevará a la victoria".

### Protestas de 2014

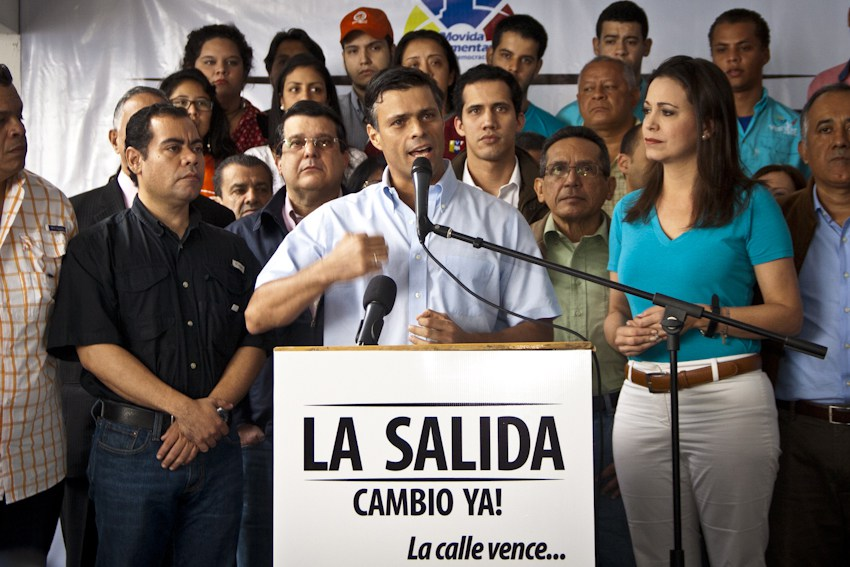
Leopoldo López y María Corina Machado, presentando la iniciativa "La Salida". Atrás se observa a Juan Guaidó.

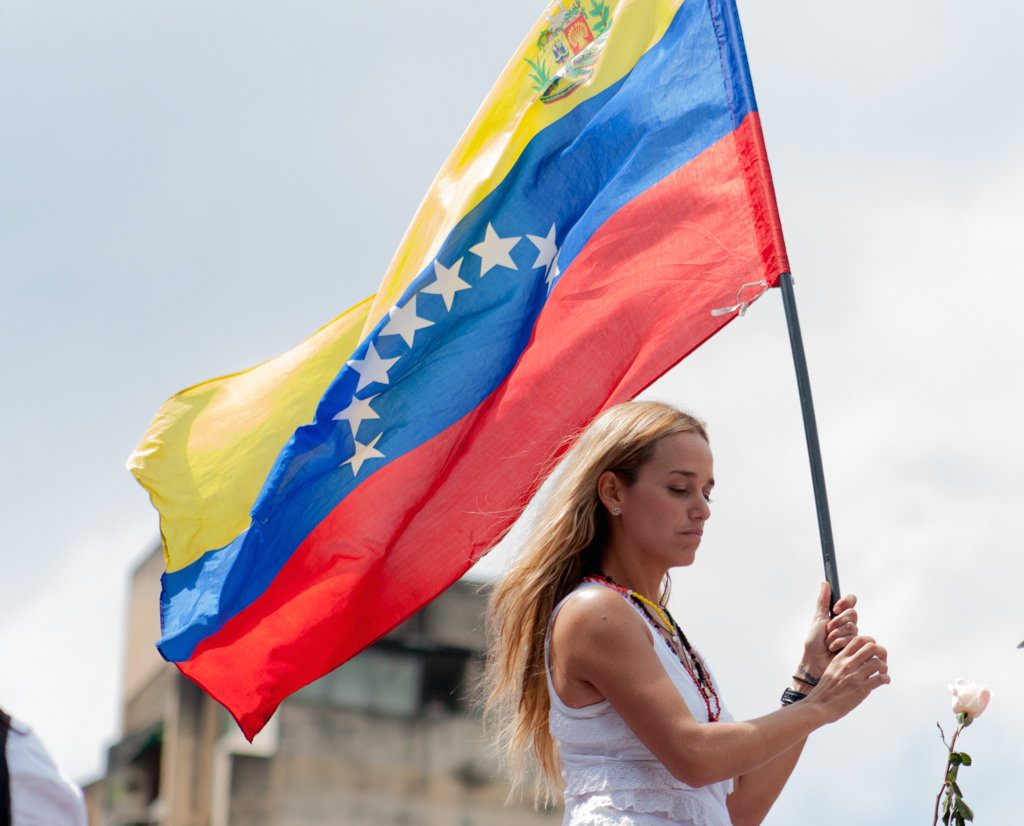
Lilian Tintori, esposa de Leopoldo López, durante una manifestación el 26 de febrero de 2014

En febrero de 2014 la revista The Economist observó que mientras Henrique Capriles lideraba el ala moderada de Unidad Democrática (MUD), la alianza de partidos de oposición en Venezuela, López lideraba «el ala más confrontacional». Aunque ambos grupos basaban sus actividades en la no violencia, López, a diferencia de Capriles, «cree que las manifestaciones pueden producir un cambio de gobierno». The Guardian escribió ese mismo mes que López y Capriles tenían «una antigua rivalidad al igual que amistad», pero que López ya había probado ser «el más dinámico del dúo», luego de que Capriles estrechara la mano de Maduro luego de perder las elecciones de diciembre de 2013 al mismo tiempo que López comenzaba «La Salida», un movimiento que busca «derrocar al presidente a través de manifestaciones». Su llamado tuvo reperscusión en manifestantes, cuyas acciones llevaron a la muerte de al menos 30 personas, muchas de ellas identificadas con el gobierno venezolano. López llegó a habar de estas muertes provocadas por opostiores al gobierno para justificar su posición, aun cuando las víctimas no compartían dicha posición. Igualmente, las protestas llevaron a la destrucción de numerosos bienes del Estado.
El 12 de febrero de ese año, es decir, el mismo día de la muerte de Bassil Da Costa, Robert Redman y Juan Montoya, Ralenis Tovar, jueza del Tribunal Décimo Sexto (16.º) en funciones de control, emitió una orden de arresto para López bajo cargos que incluían «instigación a cometer crímenes, intimidación pública, incendio provocado de un edificio público, daños a propiedad pública, homicidio, perjuicios serios, incitación a crear disturbios» y «terrorismo», El día después de que la orden de arresto fue emitida, López se dirigió a Maduro por Twitter diciendo, «no tienes las agallas para meterme preso? O esperas ordenes de La Habana? Te lo digo: La verdad esta de nuestro lado».
En una transmisión en la noche del 16 de febrero, según Reuters, «Maduro le dijo a López que se entregue sin hacer espectáculos y dijo que había rechazado las presiones de Washington para que levante los cargos en su contra». Maduro «dijo que había ordenado a tres funcionarios consulares estadounidenses a que dejen el país por conspirar en contra de su gobierno», y declaró: «¡Venezuela no recibe órdenes de nadie!»

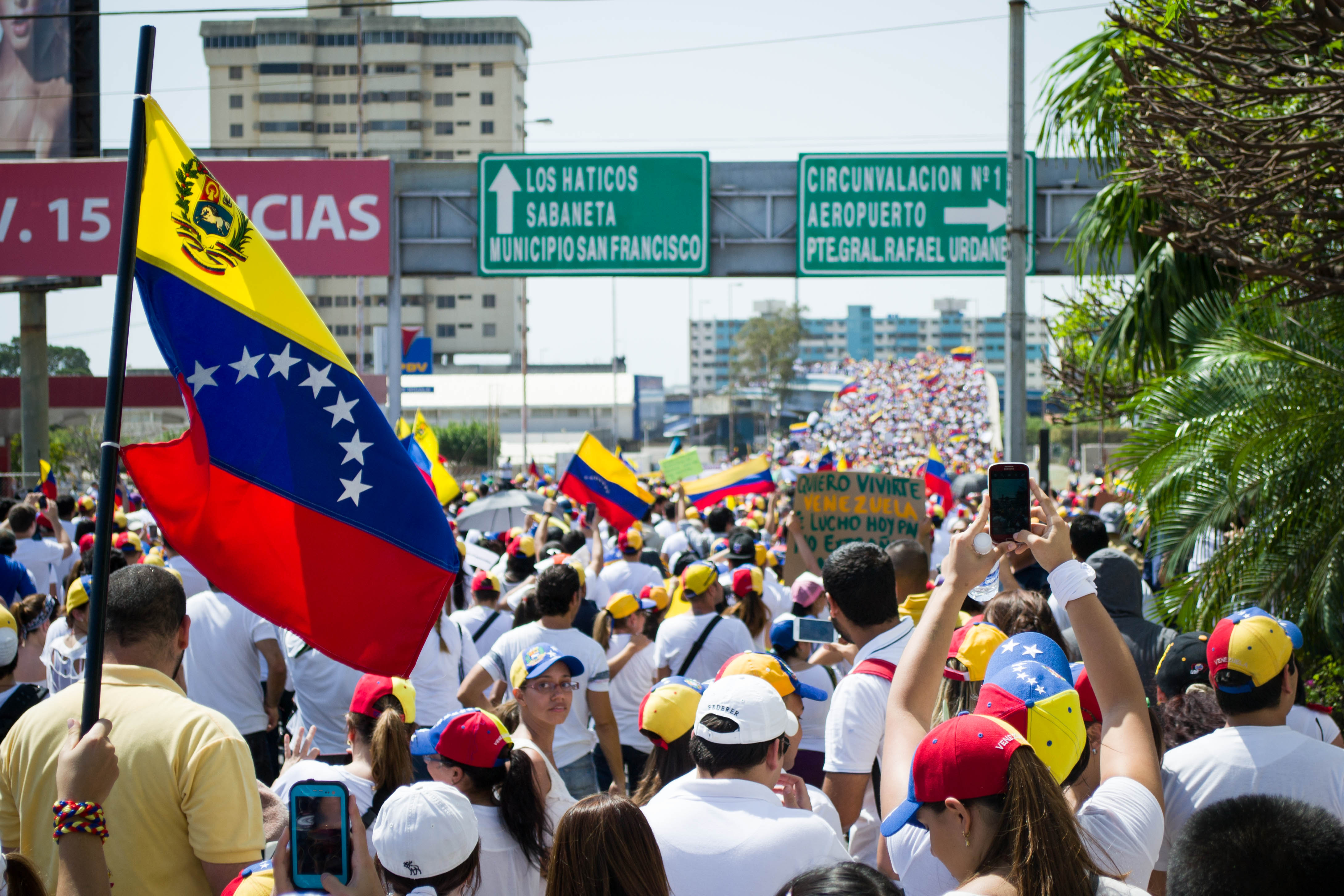
Marcha hacia el Palacio de Justicia de Maracaibo

El 18 de febrero, López se entregó a la Guardia Nacional en la presencia de miles de sus seguidores, quienes, al igual que él, vestían de blanco como símbolo de no violencia. Dio un corto discurso en el cual dijo que esperaba que su arresto ayudara a despertar a los Venezolanos en contra de la corrupción y el desastre económico ocasionado por el gobierno socialista. La única alternativa a aceptar el arresto, dijo López bajo la estatua de José Martí, era «irme del país, ¡Pero yo nunca me voy a ir de Venezuela!» Horas después del arresto, Maduro se dirigió a una multitud de seguidores en rojo, diciendo que no toleraría una «guerra psicológica» por parte de sus oponentes y que López debía hacerse responsable por sus actos de «traición».
La esposa de López le dijo a CNN esa noche que López se encontraba de buen ánimo en la cárcel y añadió que lo último que le había dicho era que no se olvide porqué estaba pasando lo que estaba pasando, y que no se olvide porqué estaba en la cárcel. Pidió la liberación de los prisioneros políticos y los estudiantes y el fin a la represión y la violencia.
El 20 de febrero, la jueza Ralenis Tovar emitió una orden de detención preventiva contra López en respuesta a los cargos formales contra él de «incendio de edificio público», «daños a la propiedad pública», «instigación a delinquir» y «delito de asociación para la delincuencia organizada» realizados por Franklin Nieves. La audiencia de lectura de cargos en la que López fue acusado formalmente, y en la que se decidió mantenerlo encarcelado mientras esperaba su juicio tuvo lugar en un bus militar parqueado afuera de la cárcel, un proceso descrito por Gutiérrez como «muy poco ortodoxo». CNN reportó que si López era encontrado culpable, «podría enfrentarse a 10 años en prisión». Ralenis posteriormente salió del país. Después de las protestas en Venezuela de 2017, la Organización de los Estados Americanos organizó una serie de audiencias públicas sobre los posibles crímenes de lesa humanidad cometidos en el país.
En la tercera sesión de audiencias, Ralenis intervino de manera virtual desde Canadá y declaró que en 2014 ante la duda, uno de los funcionarios militares le había preguntado «¿Usted como que quiere convertirse en una segunda jueza Lourdes Afiuni?» y que firmó la orden de aprehensión de Leopoldo al sentirse atemorizada. Aun estando en la cárcel, en septiembre de 2016 López lideró una encuesta de personas militantes y simpatizantes de la oposición venezolana sobre una posible candidatura presidencial.

### Encarcelamiento

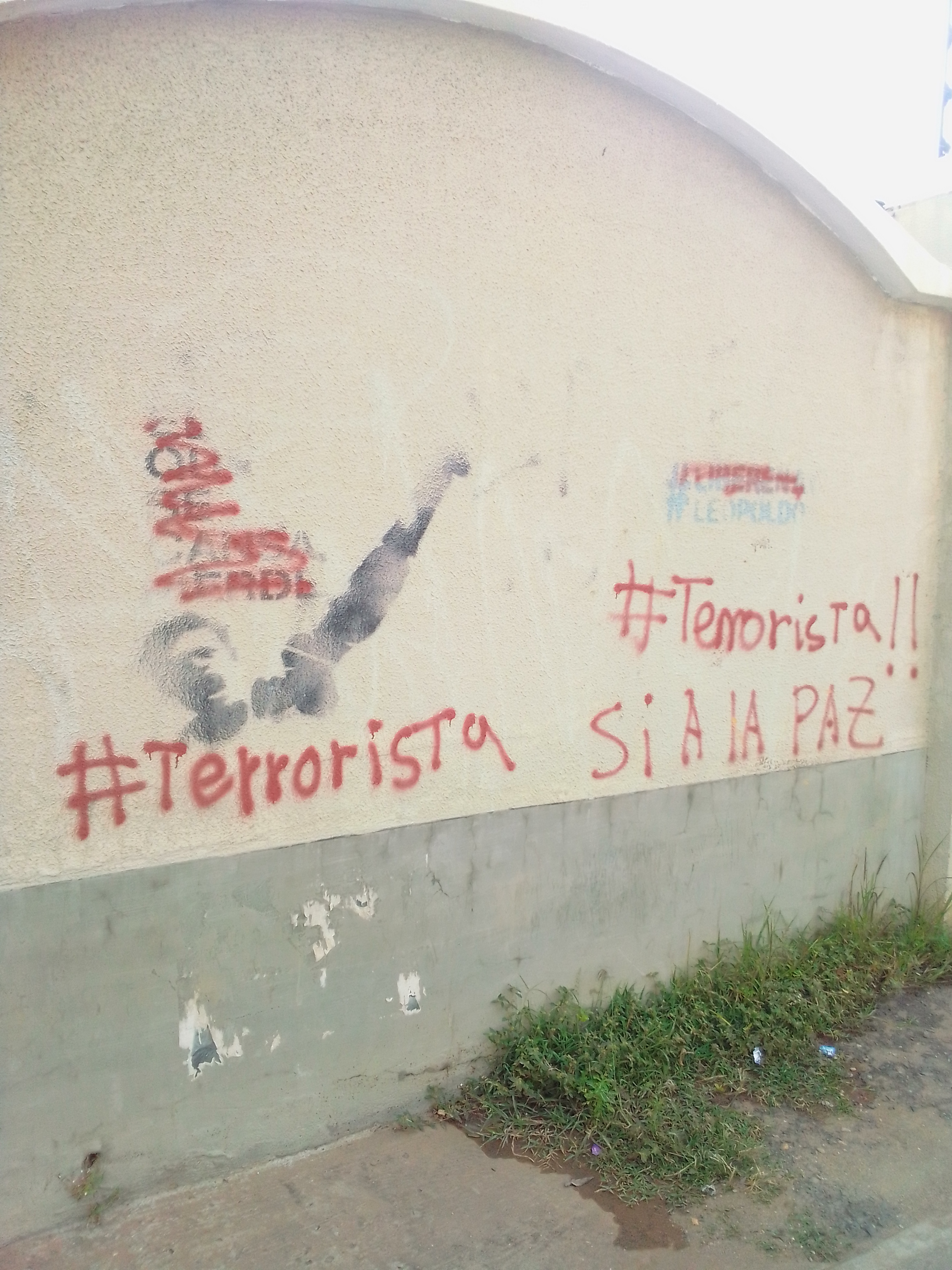
Grafiti que tilda a López de terrorista

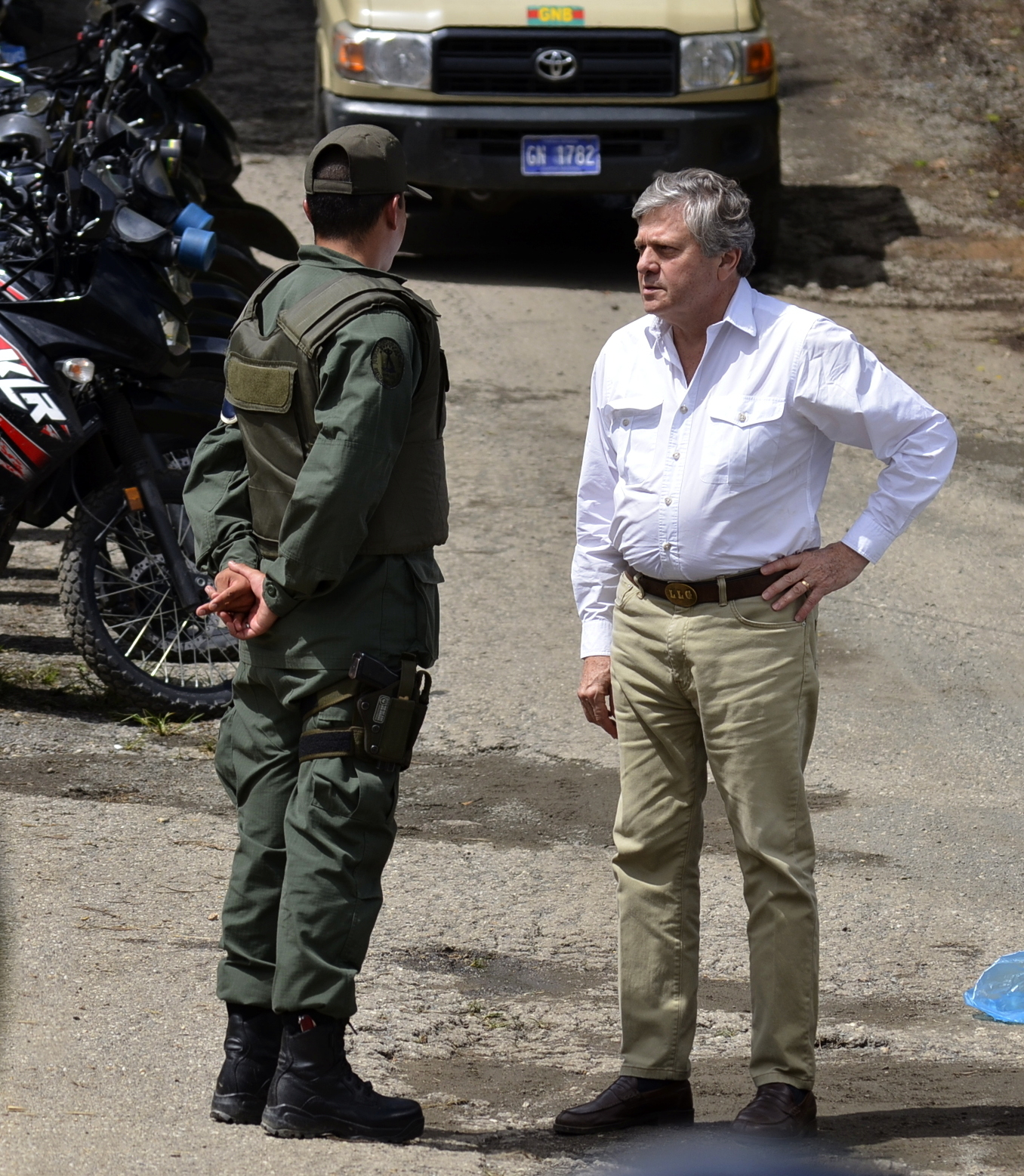
Leopoldo López Gil, padre de Leopoldo López, conversando con un funcionario de la GNB en la entrada de la cárcel de Ramo Verde.

López fue internado en la Cárcel de Ramo Verde, un centro de detención militar en las afueras de Caracas, una decisión que fue ampliamente criticada. Durante una visita de su esposa, López le entregó una nota escrita a mano que rápidamente se hizo viral en las redes sociales. «Estoy bien», le escribió a sus seguidores, a quienes instó a no rendirse y mantenerse firmes en contra de la violencia, y a mantenerse «organizados y disciplinados», indicando que esta lucha es «de todos». The Guardian comentó que este mensaje «probablemente era para darle ímpetu a un movimiento descrito por el gobierno como un intento de golpe de estado por parte de los Estados Unidos para hacerse del poder en el rico país petrolero» y que también elevaría las credenciales de liderazgo de «un político que, hasta hace una semana, era poco conocido en el resto del mundo». Su familia lo ha visitado en prisión todas las semanas, pero solo se les permite ver a López por un par de horas y para dejarle almuerzo. López, un católico devoto, fue prohibido de ir a la iglesia o de recibir la visita de un sacerdote, aunque sí se le ha permitido salir a tomar aire y ejercitarse por una hora.
«Los cargos presentados contra Leopoldo López, líder de un partido de oposición venezolano», indicó Amnistía Internacional en un comunicado del 19 de febrero, «sugieren la existencia de un intento, de motivación política, de silenciar la disidencia en el país». Guadalupe Marengo, directora adjunta del Programa para América de Amnistía Internacional, llamó a las autoridades venezolanas a «presentar pruebas sólidas para fundamentar los cargos contra López, o ponerlo en libertad de manera inmediata e incondicional... Amnistía Internacional no ha visto pruebas que los fundamenten. Este procesamiento es una afrenta a la justicia y a la libertad de reunión». Human Rights Watch (HRW) dijo: «El gobierno venezolano ha adoptado abiertamente las tácticas habituales de los regímenes autoritarios, y ha encarcelado a opositores, censurado medios de comunicación e intimidado a la sociedad civil». Además, HRW acusó al gobierno de Maduro de culpar a los líderes de la oposición, incluyendo a López, por la violencia.

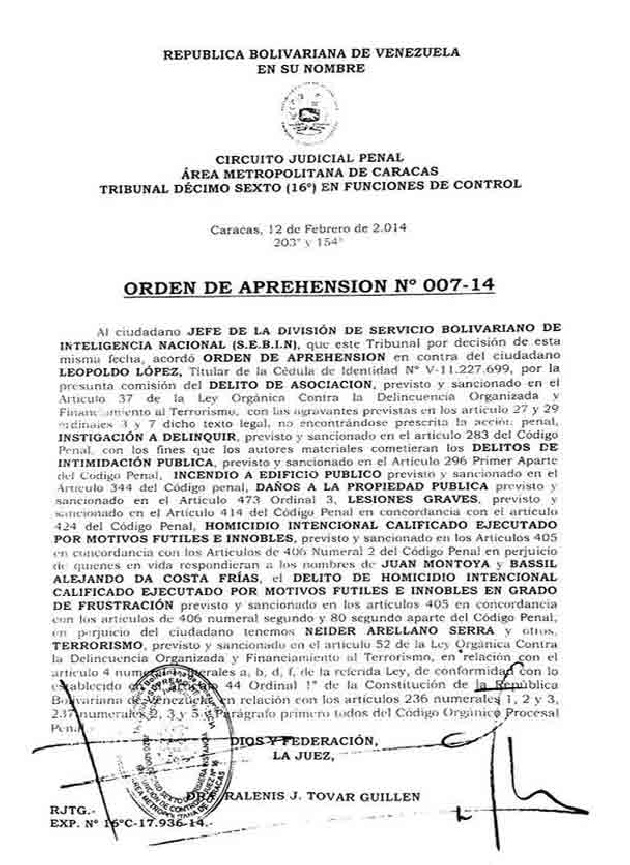
Orden de aprehensión de Leopoldo López.

La Human Rights Foundation de Nueva York, declaró a López un prisionero de conciencia el 20 de febrero y se unió a varias otras organizaciones internacionales que están pidiendo su liberación inmediata. «Con el encarcelamiento de López y la brutal represión a la que policía, fuerza armada, y grupos paramilitares están sometiendo a sus seguidores, el Estado venezolano ha perdido cualquier fachada de democracia», dijo el presidente del consejo internacional de HRF, Garry Kasparov en un comunicado. «Maduro debe entender que no puede simplemente borrar a toda la oposición en el parlamento de un plumazo (ley habilitante), y esperar que nadie se queje. Y cuando se quejan, no puede simplemente llamarles fascistas y caerles a tiros. O Maduro libera a López y llama a un diálogo honesto con toda la oposición, o tiene que irse por el bien de todos los venezolanos: los que apoyan el chavismo, y los que no. Venezuela no necesita un verdugo dispuesto a matar a la mitad del país. Necesita un presidente».
Luego del arresto de López, Dianne Sommers, la directora internacional de los programas estudiantiles en The Hun School, dijo: «Muchos de nosotros hablamos sobre lo que queremos hacer cuando seamos grandes. El cumplió su sueño. Yo recuerdo al muchacho. Buena suerte». El periódico de The Hun School escribió eso en apoyo de los estudiantes venezolanos y exalumnos, y la comunidad de The Hun School se vistió de blanco el martes siguiente.
El 4 de enero de 2015, el presidente Nicolás Maduro propone como forma de liberar a Leopoldo López, enviarlo a Estados Unidos en intercambio por la liberación del independentista puertorriqueño Oscar Rivera. La Casa Blanca rechazó la proposición del Gobierno venezolano al día siguiente.
El juicio contra López se reanudó el 1.º de junio de 2015 con la presencia de paramédicos en el juzgado debido a la huelga de hambre del acusado, hecha en demanda de «que se fije la fecha para las elecciones legislativas con observación internacional, y que cese la censura» por parte del gobierno del presidente Nicolás Maduro. Los pedidos de López fueron respaldados por un grupo de 27 exmandatarios de España y Latinoamérica que difundieron la Declaración de Caracas, en la que manifiestan su preocupación por la situación en Venezuela e instan al gobierno de Maduro a crear un «clima de diálogo» y a respetar las libertades y derechos fundamentales.
Finalmente, López fue sentenciado a 13 años, 9 meses, 7 días y 12 horas de prisión por los crímenes mencionados anteriormente. Las condiciones del juicio y la convicción final fueron fuertemente criticadas por varios gobiernos y organizaciones internacionales de derechos humanos alrededor del mundo.

### Controversias posteriores

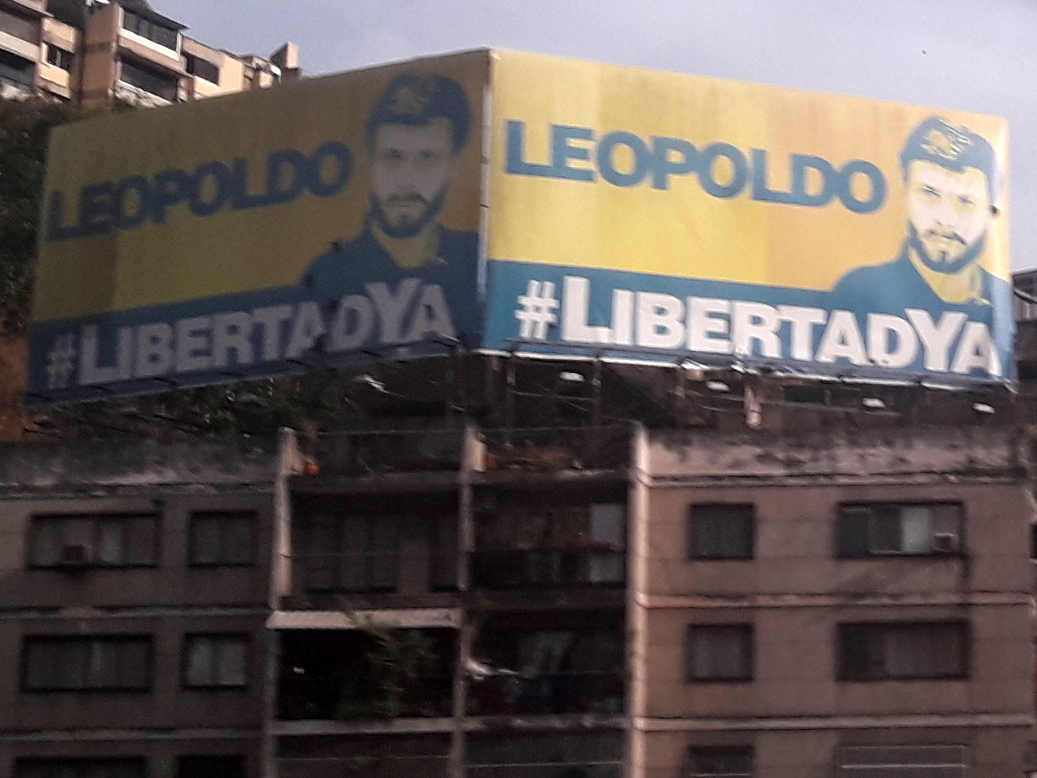
Valla en Caracas exigiendo la libertad de Leopoldo.

El 23 de octubre de 2015, Franklin Nieves, un fiscal en el juicio de López, quien huyó a los Estados Unidos, declaró que el juicio fue una «farsa» y que fue presionado por altos funcionarios del gobierno venezolano. Nieves, divulga un video de una entrevista en donde dice: «Decidí salir con mi familia de Venezuela en virtud de la presión que estaba ejerciendo el ejecutivo nacional y mis superiores jerárquicos para que continuara defendiendo las pruebas falsas con que se había condenado al ciudadano Leopoldo López».
El 27 de octubre de 2015, durante una entrevista en CNN en español, afirmó que en febrero de 2014, el general de Brigada Manuel Gregorio Bernal Martínez, entonces jefe del SEBIN, le ordenó por exigencia directa del presidente Maduro detener a López. Cuando Nieves pidió la documentación acerca de las pruebas de los crímenes, Bernal declaró que no tenía ninguna, sin embargo, un oficial SEBIN se encargaría de fabricar los documentos necesarios para enjuiciar a López.
El fiscal Nieves comentó: «Ellos fabricaron esos hechos en el momento». Nieves también acusó Diosdado Cabello, entonces presidente de la Asamblea Nacional, de dirigir el juicio contra López también. Luisa Ortega Díaz, fiscal general de Venezuela que al parecer exigió a los fiscales construir pruebas en contra de López, Nieves negó las acusaciones en su contra, diciendo que «Si él presionado, era, sin duda, por elementos externos». La Fiscal general negó las acusaciones de Nieves y descartó que tengan alguna consecuencia judicial, algo en lo que también estuvo de acuerdo el Defensor del Pueblo. El gobierno de Venezuela rechazo las declaraciones sobre el tema de Estados Unidos que consideró «insolentes» y una forma «vulgar» de «amenazar y chantajear fiscales».
El 19 de enero de 2016, Lilian Tintori publicó en redes sociales y posteriormente a través del canal de televisión NTN24, de que ella, junto con la madre del encarcelado, Antonieta Mendoza, fue víctima de tratos degradantes en una visita realizada a su esposo. Según Tintori y López, guardias de la prisión de Ramo Verde obligaron a ambas mujeres a desnudarse en cuartos separados - en el caso de la señora Mendoza en frente de sus nietos - y se les abusó verbalmente. Aunque el gobierno venezolano rechazó las acusaciones de Tintori y Mendoza como un «show planificado», los supuestos abusos fueron condenados firmemente por organizaciones internacionales y de derechos humanos como Amnistía Internacional, la Human Rights Foundation y la OEA. La organización pública de servicios postales en Venezuela, IPOSTEL, destruyó hasta 150 000 solicitudes postales que pedían a la presidencia de la república la liberación de Leopoldo López.

### Respuesta internacional

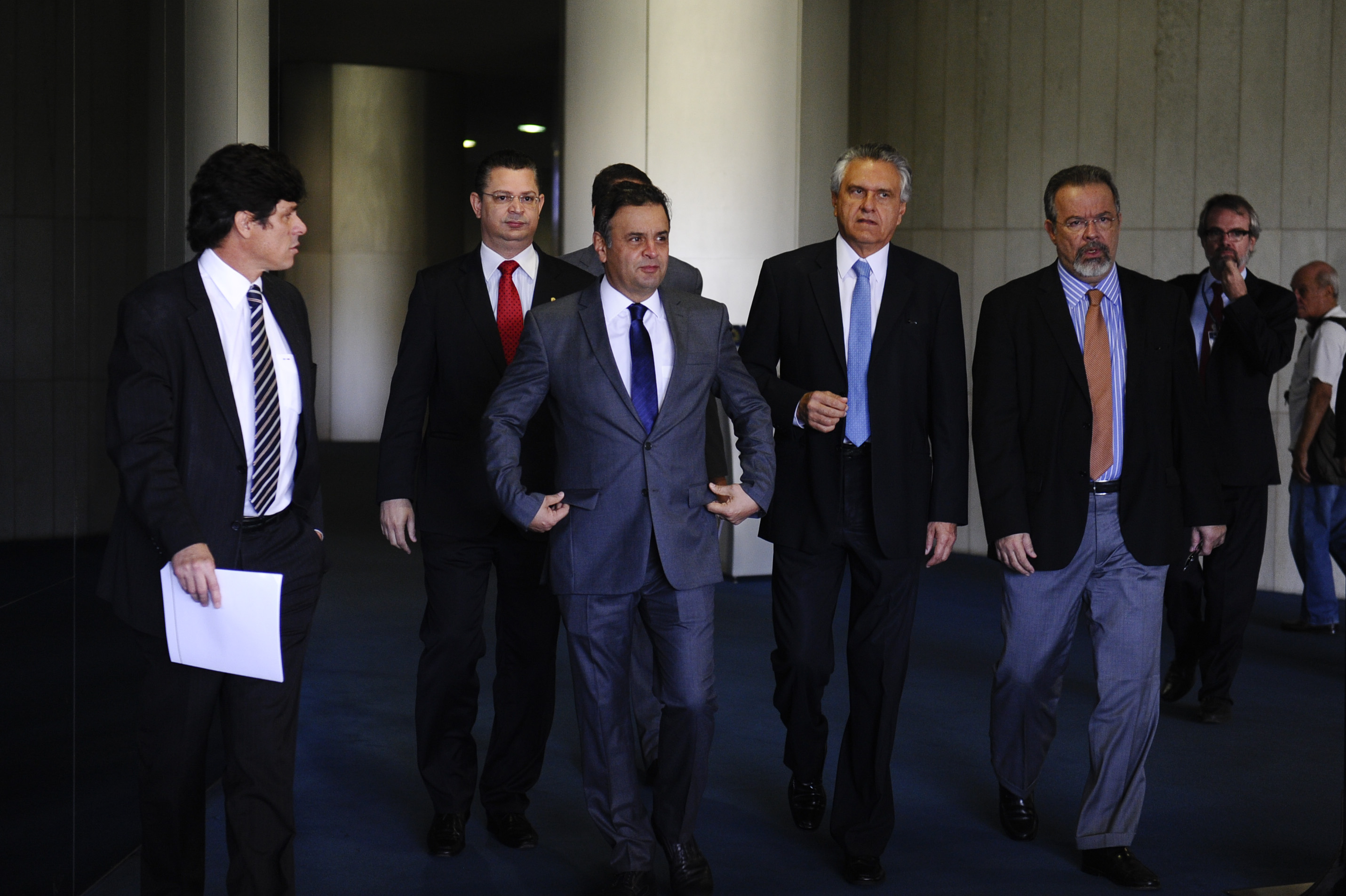
Comisión de senadores brasileños que intentó visitar a Leopoldo López

Grupos de derechos humanos consideran a López como el «más prominente prisionero político de América Latina». Varias organizaciones denunciaron la detención de López y realizaron declaraciones públicas para hacer eco sobre su detención. «Los cargos presentados contra el líder opositor venezolano Leopoldo López» fueron informados en un comunicado el 19 de febrero de Amnistía Internacional como una «bofetada e un intento de retaliación política para silenciar la disidencia en el país». Guadalupe Marengo, Directora del programa de Amnistía Internacional para las Américas, pidió a las autoridades venezolanas presentar «alguna evidencia sólida que fundamente los cargos realizados contra López o liberarlo de inmediato y sin condiciones...», sin embargo, Amnistía Internacional no ha visto corroborar evidencia sólida de estos cargos por parte del gobierno. 
Esta es una afrenta contra la justicia y a una Asamblea libre Human Rights Watch, dijo: «.. El gobierno venezolano ha abrazado abiertamente tácticas clásicas de un régimen autoritario, encarcelar a sus opositores, amordazar a los medios de comunicación e intimidar a la sociedad civil»  HRW acusó además al gobierno de Maduro de culpar de hechos violentos ocurridos durante las protestas a líderes de la oposición, entre ellos López. La Human Rights Foundation, fundada y dirigida por el primo hermano de López, Thor Halvorssen Mendoza, declaró que López era un «preso de conciencia» y se unió a otras organizaciones internacionales para pedir su liberación inmediata. «Con el encarcelamiento de López y la táctica brutal de represión que la policía, las fuerzas armadas y grupos paramilitares están utilizando contra sus partidarios, el Estado venezolano ha perdido cualquier fachada democrática que pudo haber tenido», dijo el presidente de HRF Garry Kasparov. Sus antiguos compañeros de clase de Kenyon College realizaron un esfuerzo para apoyar a López desde que fue detenido y ayudaron en la creación de freeleopoldo.com. Columnas editoriales publicadas en The New York Times y The Washington Post también han pedido su liberación.
En el congreso de la Clinton Global Initiative, el 23 de septiembre de 2014, el presidente Barack Obama pidió la liberación de López diciendo: «Estamos en solidaridad con aquellos que están detenidos en este mismo momento». El 8 de octubre de 2014, un Grupo de trabajo de las Naciones Unidas dictaminó que López fue detenido arbitrariamente y que el gobierno venezolano «violó varios de sus derechos civiles, políticos y constitucionales» al tiempo que exige su liberación inmediata. El Alto Comisionado de la ONU para los Derechos Humanos, Zeid Ra'ad Al Hussein, pidió la inmediata liberación de López y todos los venezolanos detenidos durante las protestas de 2014 . En noviembre de 2014, la Internacional Socialista estuvo de acuerdo con la decisión de la ONU, informando que la detención de López era arbitraria. El 19 de diciembre de 2014, el jefe de la diplomacia de la Unión Europea, Federica Mogherini, dijo que estaba «seriamente preocupada» por las «detenciones arbitrarias y continuas» en Venezuela, en la resolución de la UE y señaló que Leopoldo López «sufrió tortura física y psicológica», denunciando también la situación de los alcaldes de la oposición Daniel Ceballos y Vicencio Scarano.
El gobierno venezolano condenó las declaraciones de los Estados Unidos y las Naciones Unidas exigiendo a no interferir en los asuntos de Venezuela. El gobierno venezolano respondió a la Alta Comisionada de la ONU para los Derechos Humanos con una carta dirigida a él diciendo que era «sin sentido» pedir liberar a López y afirmó que las declaraciones del Príncipe Zeid Ra'ad bin eran «sin duda, parte de la manipulación de los medios internacionales que ha sido denunciado por los máximos dirigentes del Gobierno Bolivariano».

### Casa por cárcel
El 8 de julio de 2017, la Sala Penal del Tribunal Supremo de Justicia concedió "casa por cárcel a Leopoldo López por problemas de salud". En la madrugada del 1 de agosto, Leopoldo es sacado de su residencia por el SEBIN, pero nuevamente fue llevado a su residencia para cumplir la pena impuesta por tribunales de la República.

### Liberación

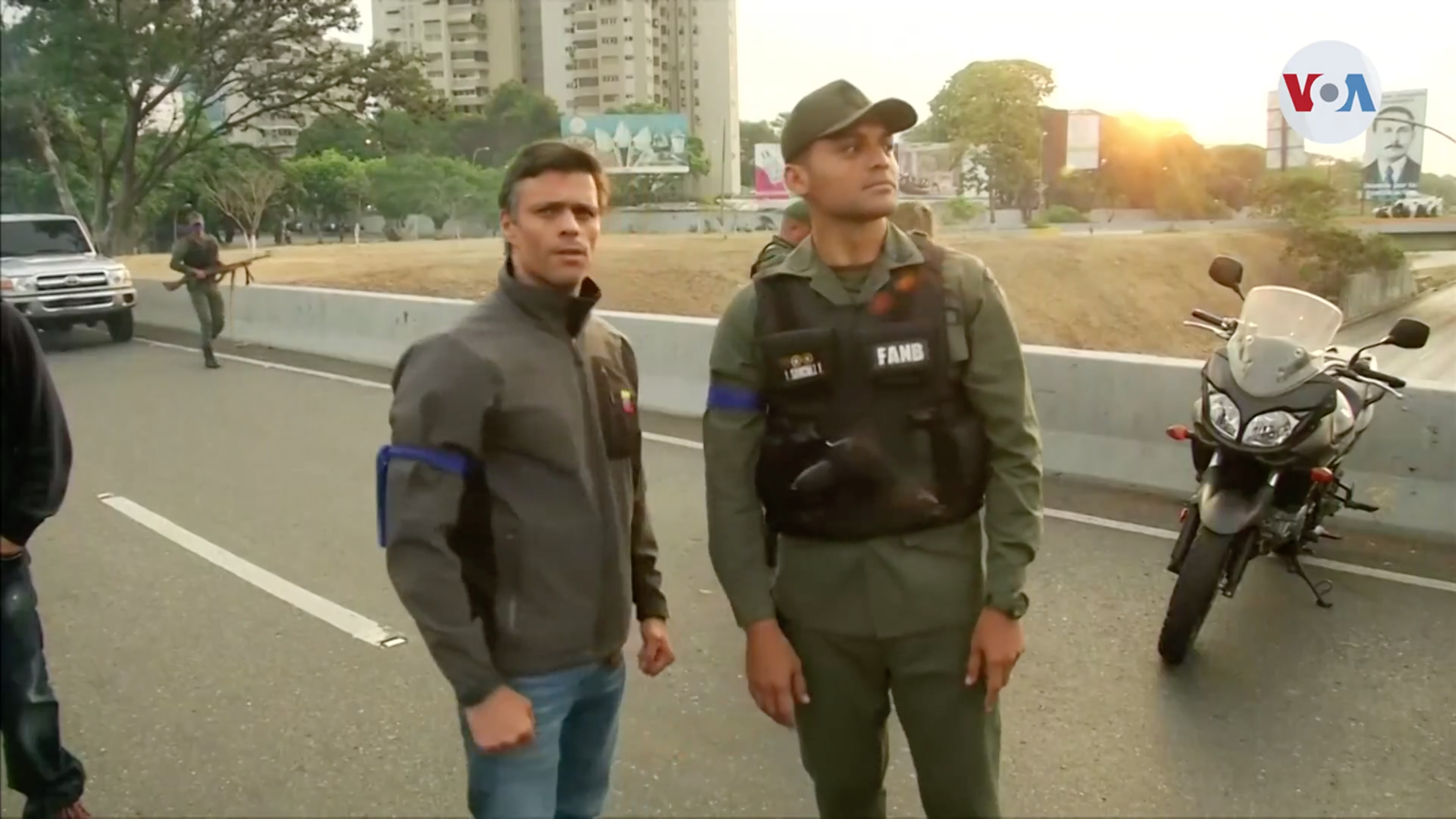
Leopoldo López junto a un militar del ejército rebelde leal a Juan Guaidó.

En la madrugada del 30 de abril de 2019, las redes sociales y medios internacionales dieron a conocer la liberación de López. En las imágenes difundidas posteriormente aparece junto a Juan Guaidó y un grupo de militares venezolanos que participaban en el levantamiento contra Nicolás Maduro en un puente cercano a la Base Aérea La Carlota. Horas después de su liberación, el ministro de exteriores de Chile, Roberto Ampuero, anunció que López, junto con su esposa Lilian Tintori, se había trasladado de la embajada chilena a la embajada española en Caracas, al frente de la cual se encontraba el embajador de España en Venezuela, Jesús Silva, afirmando Ampuero que López le aseguró que se trataba de una decisión personal, porque tanto este último como su cónyuge tienen ascendencia española.
El 24 de octubre de 2020, López abandona clandestinamente la embajada española en Caracas, cruza la frontera con Colombia dirigiéndose a Bogotá y finalmente llega a Madrid el día siguiente.
Tras su salida de la embajada, el Sebin manejando información de que López aun se encontraba en Caracas realizó allanamientos a la residencia del personal de seguridad de la embajada de España y estos fueron detenidos y posteriormente dejados en libertad, también se detuvo a Nubia Campos cocinera personal de López y terminó en libertad

### Comisionado Presidencial de Guaidó (2019-2023)
El 28 de agosto de 2019 el presidente interino, Juan Guaidó lo puso al frente de su gabinete como Comisionado presidencial para el Centro de Gobierno de Venezuela, cargo que ocupó hasta el 5 de enero de 2023.

### Plataforma política

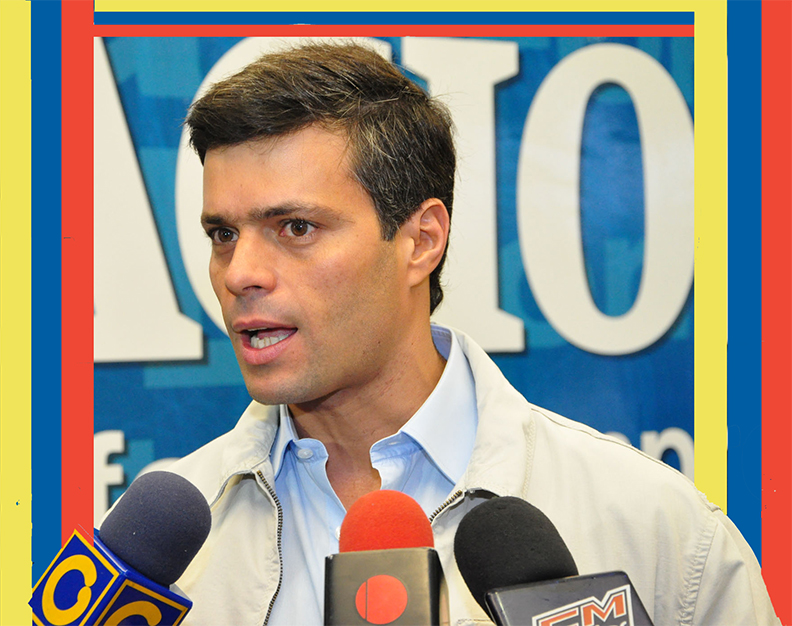
Leopoldo López en 2012.

El 26 de marzo de 2014, el New York Times publicó un artículo de opinión de López titulado «El Estado Fallido de Venezuela» (en inglés, Venezuela's Failing State). Escribiendo, según indicó, «desde la prisión militar Ramo Verde en las afueras de Caracas», López lamentó que durante los últimos quince años, «la definición de “intolerable” en este país ha decaído hasta el punto que, para nuestra desgracia, nos encontramos con uno de los índices de homicidio más altos del Hemisferio Occidental, una tasa de inflación del 57% y una escasez de productos básicos sin precedentes en tiempos de paz». Esta devastación económica, añadió, «sólo se compara con clima político igualmente opresivo. Desde que comenzaron las protestas estudiantiles el 4 de febrero, más de 1.500 manifestantes han sido arrestados, más de 30 asesinados, y más de 50 personas han reportado haber sido torturadas mientras se encontraban bajo custodia policial», exponiendo de esa manera «el punto al que la criminalización de la disensión ha llegado en este gobierno».
Hablando sobre su encarcelamiento, López contó que el 12 de febrero había instado a los venezolanos a ejercer sus derechos legales a la protesta y la libertad de expresión - pero que lo hagan en forma pacífica y sin violencia. Tres personas fueron heridas de bala y murieron ese día. Un análisis de vídeo por parte del grupo Últimas Noticias, «el presidente Nicolás Maduro ordenó personalmente mi arresto bajo los cargos de asesinato, incendio de edificio público y terrorismo. Hasta el día de hoy no se ha presentado ningún tipo de evidencia».
López explicó que no era el único que estaba preso por razones políticas. La semana anterior, el gobierno había arrestado a los alcaldes de San Cristóbal y San Diego. Mientras que algunos observadores «creen que pronunciarse solo antagoniza al partido de gobierno --invitando al Sr. Maduro a actuar más rápido para quitar derechos-- y provee una conveniente distracción de la ruina económica y social que está sucediendo», López sostuvo que «este camino es similar al de una víctima de abusos que se mantiene en silencio por miedo a invitar más castigos». Además, «millones de venezolanos no tienen el lujo de jugar el “juego largo” de esperar por un cambio que nunca llega». Es por eso que es importante «pronunciarse, actuar y protestar», y no «entorpecerse por el continuo abuso a los derechos ciudadanos que está sucediendo». López pidió justicia para las víctimas de Maduro, el desarme de los grupos paramilitares, una «investigación sobre el fraude cometido a través de nuestra comisión para intercambio de divisas», y una «participación real de la comunidad internacional, en especial en América Latina». Agregó que aunque organizaciones internacionales de derechos humanos han condenado abierta y claramente a Maduro, muchos de los vecinos de Venezuela han respondido a sus acciones con un «vergonzoso silencio», de igual manera que la Organización de Estados Americanos, la cual representa a las naciones del Hemisferio Occidental.
En la edición del 13 de septiembre, el periódico publicó una editorial en rechazo a la condena dictada contra el dirigente opositor titulada Free Venezuela’s Leopoldo López.

## Vida privada

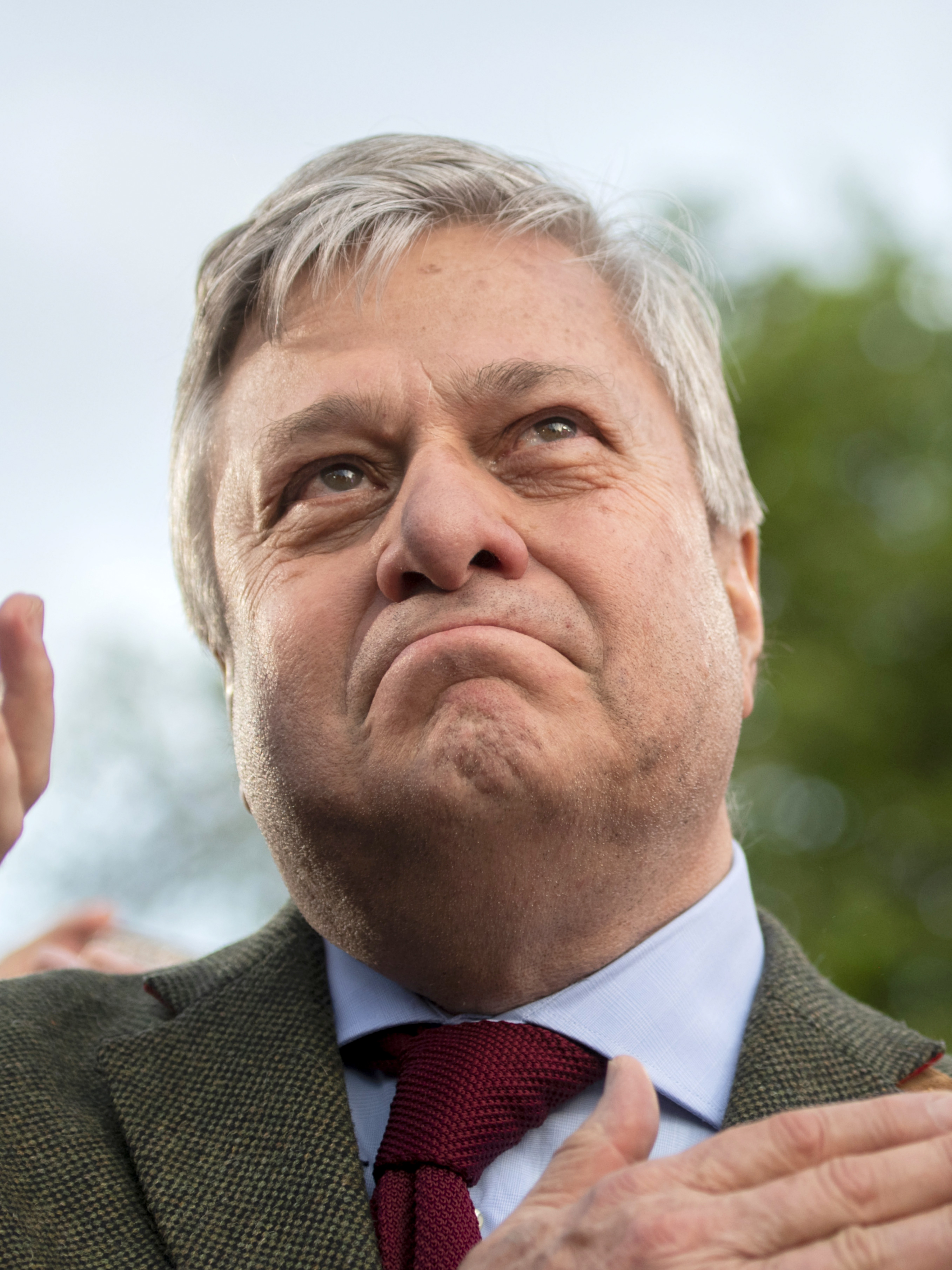
Su padre, Leopoldo López Gil, en campaña electoral en España.,1

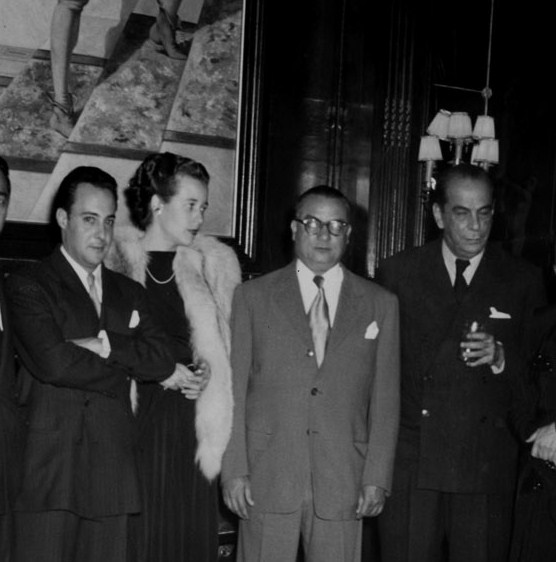
Sus abuelos maternos, Eduardo Mendoza y Hilda Coburn, con los Rómulo Betancur y Gallegos, 1940.

Leopoldo López es miembro de varios círculos familiares aristocráticos de Venezuela, siendo sus padres el empresario y político hispano-venezolano Leopoldo López Gil, directivo del diario El Nacional y eurodiputado por el Partido Popular de España; y Antonieta Del Coromoto Mendoza Coburn, siendo sus hermanas Diana Cristina y Adriana Margarita.
Su padre es sobrino del político Rafael Ernesto López Ortega, quien fue ministro de educación del presidente Eleazar López Contreras. Su abuelo era Leopoldo López Ortega, médico fundador del Centro Médico de San Bernardino, en Caracas.
Su madre es hija del científico y exministro de agricultura y cría del gobierno de Rómulo Betancourt, Eduardo Mendoza Goiticoa, cuyo hermano Eugenio fue ministro de agricultura del presidente Isaías Medina Angarita, quienes a su vez descendían del expresidente Cristóbal Mendoza y de Juana Bolívar Palacios, hermana del expresidente y prócer de la independencia de América Latina, Simón Bolívar. Primo de Leopoldo por esta línea es el artista venezolano Thor Halvorssen Mendoza (sobrino tataranieto del político José Antonio Velutini y pariente del escritor Juan Liscano Veluntini).

### Matrimonio y descendencia
El 19 de abril de 2007, López y la venezolana de ascendencia italiana Lilian Tintori contrajeron matrimonio. Tienen tres hijos: Manuela Rafaela, nacida el 19 de septiembre de 2009, Leopoldo Santiago, nacido el 10 de enero de 2013 y Federica Antonieta, nacida el 22 de enero de 2018. 
Tintori, campeona de kitesurf y expresentadora de un programa de TV sobre deportes extremos, es una figura popular de la televisión que ha trabajado activamente por causas como los derechos humanos. «En ocasiones llamaban jocosamente a la pareja Barbie y Ken debido a su perfecta apariencia física», reportó The Guardian en 2014, «pero su emotiva despedida en lágrimas antes de que López se entregue a la guardia nacional» en febrero de ese año «resultó ser una poderosa imagen en las redes sociales». La fotografía, según NPR, «cementó su lugar como la cara de la oposición al gobierno de Nicolás Maduro», indicando que López había tomado el lugar de Capriles como «el líder simbólico de la oposición».

## Premios, condecoraciones y reconocimientos
| Año  | Premio, condecoración o reconocimiento                     | Otorgante(s)                                        | Referencia(s)   |
| ---- | ---------------------------------------------------------- | --------------------------------------------------- | --------------- |
| 2007 | Doctorado Honoris Causa en Leyes                           | Escuela Kenyon                                      | [ 163 ]         |
| 2007 | Premio Transparencia                                       | Transparencia Internacional                         | [ 8 ]           |
| 2008 | Premio Transparencia                                       | Transparencia Internacional                         | [ 164 ]         |
| 2008 | Tercer mejor alcalde del mundo                             | City Mayors / World Mayors                          | [ 165 ]         |
| 2009 | Persona más innovadora en tiempos de adversidad            | ONG Future Capitals                                 | [ 166 ]         |
| 2014 | Alumni Achievement Awards                                  | Universidad de Harvard                              | [ 167 ]         |
| 2015 | Premio Libertad Cortes de Cádiz                            | Ayuntamiento de Cádiz                               | [ 168 ] [ 169 ] |
| 2015 | Premio Iberoamericano ASICOM                               | Universidad de Oviedo                               | [ 170 ]         |
| 2016 | Premio Optimista Comprometido con la Libertad de Expresión | Revista Anoche Tuve un sueño                        |                 |
| 2017 | Freedom Award 2017                                         | Rick Scott - Gobernador de Florida (Estados Unidos) | [ 171 ]         |
| 2017 | Premio Sájarov                                             | Parlamento Europeo                                  | [ 172 ]         |
| 2022 | Premio Internacional Libertas Oviedo 21                    | Sociedad civil ovetense                             |                 |